# Тополиный
Тополиный — посёлок в Орехово-Зуевском муниципальном районе Московской области. Входит в состав сельского поселения Верейское. Население — 31 чел. (2010).

## География
Посёлок Тополиный расположен в северной части Орехово-Зуевского района, примерно в 2 км к востоку от города Орехово-Зуево. В 0,8 км к северо-западу от посёлка находится озеро Жаркое. Высота над уровнем моря 119 м. К посёлку приписано 21 СНТ. Ближайший населённый пункт — город Орехово-Зуево.

## История
Образован как посёлок торфоразработчиков 47 участок. В 2002 году переименован в посёлок Тополиный.
До муниципальной реформы 2006 года посёлок входил в состав Верейского сельского округа Орехово-Зуевского района.

## Население
По переписи 2002 года в посёлке проживало 12 человек (8 мужчин, 4 женщины).
| 2002 | 2006 | 2010 |
| ---- | ---- | ---- |
| 12   | ↗20  | ↗31  |